# 糙燭光魚
糙燭光鱼（学名：Polyipnus asper）为輻鰭魚綱巨口魚目褶胸鱼科的其中一種。分布於東印度洋區，包括安達曼海及馬來半島東部海域，棲息深度384公尺，體長可達6.2公分，為深海魚類，會進行垂直性洄游。